# Harita Kaur Deol
La teniente de vuelo Harita Kaur Deol (10 de noviembre de 1971–24 de diciembre de 1996) fue una piloto de la Fuerza Aérea india. Fue la primera mujer piloto en volar sola en la Fuerza Aérea. El vuelo fue el 2 de septiembre de 1994 en un Avro HS-748, cuando tenía 22 años.

## Carrera
Proveniente de Chandigarh, de familia sij. En 1993 se convirtió en una de las primeras siete cadetes integradas a la Fuerza Aérea de la India, como oficiales de la Comisión de Servicio Corto (SSC). Esto también marcó una fase crítica en la capacitación de mujeres en la India como pilotos de transporte. Después del entrenamiento inicial en la Academia de la Fuerza Aérea, Dundigul, cerca de Hyderabad, recibió capacitación adicional en el Establecimiento de entrenamiento de las Fuerzas de levantamiento Aéreo (ALFTE) en la Estación de la Fuerza Aérea de Yelahanka.
Murió en un accidente aéreo, cerca de Nellore, el 24 de diciembre de 1996, a los 24 años. Fue una de las 24 personas de la Fuerza Aérea que murieron cuando un avión Avro perteneciente a la Fuerza Aérea India se estrelló cerca de la aldea de Bukkapuram, en el distrito de Prakasam de Andhra Pradesh.